# Regentenstraße 204 (Mönchengladbach)

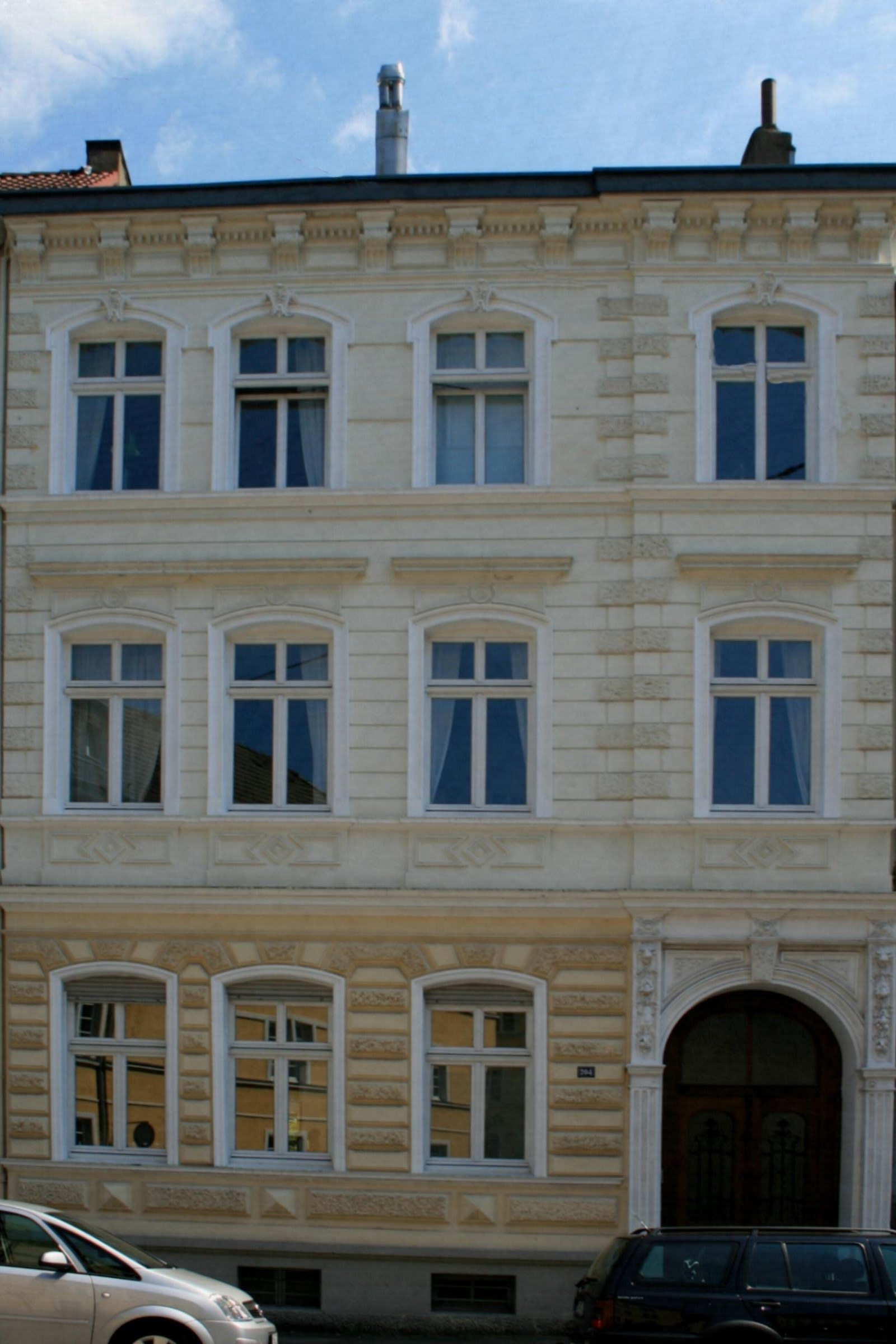
Wohnhaus (2010)

Das Wohnhaus Regentenstraße 204 steht im Stadtteil Eicken in Mönchengladbach (Nordrhein-Westfalen).
Das Gebäude wurde um die Jahrhundertwende erbaut. Es wurde unter Nr. R 073 am 17. Mai  1989 in die Denkmalliste der Stadt Mönchengladbach eingetragen.

## Lage
Das Objekt liegt an der Südseite der Regentenstraße im Umfeld ähnlicher Häuser der Jahrhundertwende. 

## Architektur
Es handelt sich um ein dreigeschossiges, traufenständiges,  vierachsiges  Wohnhaus. Das Gebäude zeichnet sich durch eine ungewohnte, dynamische Abfolge der Fensterachsen aus. Es steht im fast unversehrten Ensembleverbund der Häuser 204–216.